# Clausenengen FK
Clausenengen Fotballklubb (CFK) ist ein norwegischer Fußballverein mit Sitz in Kristiansund. Gegründet wurde der Verein am 1. Juni 1921 und spielte Mitte der 1930er und Ende der 1940er Jahre in der erstklassigen Norgesserien. Der Spitzname des Vereins lautet "Enga".
Im Jahr 2003 einigten sich die beiden Rivalen Kristiansund FK und CFK darauf, ein neues Elite-Team namens Kristiansund BK zu gründen. Clausenengen spielt seitdem weiterhin in den unteren Divisionen des norwegischen Fußballs.

## Stadion
Bis 2003 spielte der Verein seine Heimspiele im Atlanten Stadion, das eine Kapazität von 4000 Zuschauern hat.

## Bekannte Spieler
- Ole Gunnar Solskjær (1980–1995): 109 Spiele, 115 Tore
- Øyvind Leonhardsen (1987–1989)
- Trond Andersen (1990er)
- Arild Stavrum (1990)
- Stian Gregersen (??–2012)